# 丸五市場
丸五市場（まるごいちば）とは、兵庫県神戸市長田区に存在する市場。

## 歴史
1918年に開場した丸玉市場を前身とする。その後、丸玉市場の付近に中央市場と新中央市場が開場し、町内の全ての路地は商店となり雑貨街となる。1932年、当地に存在していた5つの市場が統合され丸五市場となる。
阪神・淡路大震災の当日は、丸五市場の定休日であったために火災となることなく、震災後には現状のまま営業を再開することができた。

## 現状と課題
昭和30年代～昭和40年代の丸五市場には130以上の店舗が存在するという規模であったものの、以降は後継者不足などから減少し続け、2017年時点では11店舗にまでなっている。神戸市消防局は火災の際、延焼の可能性の高い10の商店街を認定しており、丸五市場はこれに含まれている。空き店舗の多さや人手不足からも、防災組織の強化は困難になっている。
2008年より丸五市場では、市場の活気を呼ぶことを目的とした「丸五アジア横丁ナイト屋台」というのが定期的に開かれている。これは付近には在日外国人が多く住むことから、アジア各国の料理が提供される屋台を開くイベントである。